# Гай Юний Силан (консул 17 года до н. э.)
Гай Ю́ний Сила́н (лат. Gaius Iunius Silanus; умер после 17 года до н. э., Рим, Римская империя) — древнеримский политический деятель из знатного плебейского рода Юниев Силанов, ординарный консул 17 года до н. э.

## Биография
Гай принадлежал к знатному плебейскому роду Юниев Силанов, а его отец носил тот же преномен — Гай. Тем не менее, неизвестна степень родства этого Силана с другими представителями семейства. Возможно, его двоюродным братом был консул 25 года до н. э. Марк Юний Силан. 
В 17 году до н. э. Силан занимал должность консула совместно с Гаем Фурнием. Около 24/23 года до н. э. он, предположительно, находился на посту наместника Азии, однако это считается маловероятным. 
Есть версия, что родным сыном Силана мог быть консул 7 года Квинт Цецилий Метелл Критский Силан.